# Гуаякіль (затока)
Гуаякіль — велика тихоокеанська затока на західному узбережжі Південної Америки. На її північному узбережжі розташоване еквадорське місто Салінас, а на південному — перуанське місто Пунта-Паріньяс. Затока названа за назвою міста Гуаякіль, розтагованого біля неї. В затоку впадають кілька перуанських та еквадорських річок, таких як Гуаяс, Хубонес, Сарумія і Тумбес.
Серія геологічних розломів прямує підмурівком затоки, що продовжуються далі й на суходолі. Напрямок розломів NNE-SSW. Ці розломи можуть спричинити руйнівні землетруси.